# Arthur Oberberg
Arthur Oberberg (* 16. November 1888 in Remscheid; † 6. November 1966) war ein deutscher Politiker (FDP).
Oberberg war von Beruf Bankdirektor. Er gehörte dem zweiten ernannten Landtag von Schleswig-Holstein und dort dem Finanzausschuss an.
Oberberg wohnte zuletzt in Itzehoe.